# Пандульф VI (князь Капуанський)
Пандульф VI, (†1057), князь Капуанський (1050—1057), син князя Пандульфа IV і Марії. У 1032—1038 був співправителем герцогства Гаетанського.
Був слабким правителем, що призвело до втрати сили та важливості князівства. Після його смерті престол спадкував брат Ландульф VIII, який втратив владу, зазнавши поразки від графа Аверського Річарда.